# Ronde van Spanje 2020/Zesde etappe
De zesde etappe van de Ronde van Spanje 2020 werd verreden op 25 oktober tussen Biescas en Aramon Formigal. Oorspronkelijk zou de etappe finishen op de Col du Tourmalet, maar dat werd door de Franse autoriteiten verboden.
| Biescas – Aramon Formigal (146,4 km) |                  |                       |          |
| Plaats                               | Naam             | Ploeg                 | Tijd     |
| 1                                    | Jon Izagirre     | Astana Pro Team       | 3u41'00" |
| 2                                    | Michael Woods    | EF Education First    | + 25"    |
| 3                                    | Rui Costa        | UAE Team Emirates     | z.t.     |
| 4                                    | Robert Power     | Team Sunweb           | + 27"    |
| 5                                    | Michael Valgren  | NTT Pro Cycling       | z.t.     |
| 6                                    | Guillaume Martin | Cofidis               | z.t.     |
| 7                                    | Mattia Cattaneo  | Deceuninck–Quick-Step | + 38"    |
| 8                                    | Hugh Carthy      | EF Education First    | + 48"    |
| 9                                    | Gorka Izagirre   | Astana Pro Team       | + 53"    |
| 10                                   | Sergio Henao     | UAE Team Emirates     | + 55"    |
|                                      |                  |                       |          |
| 14                                   | Dylan van Baarle | Team INEOS Grenadiers | + 1'02"  |
| 36                                   | Kobe Goossens    | Lotto Soudal          | + 2'33"  |

| Algemeen klassement |                     |                        |           |
| Plaats              | Naam                | Ploeg                  | Tijd      |
| Rode trui           | Richard Carapaz     | Team INEOS Grenadiers  | 24u34'39" |
| 2                   | Hugh Carthy         | EF Education First     | + 18"     |
| 3                   | Daniel Martin       | Israel Start-Up Nation | + 20"     |
| 4                   | Primož Roglič       | Team Jumbo-Visma       | + 30"     |
| 5                   | Enric Mas           | Movistar Team          | + 1'07"   |
| 6                   | Felix Großschartner | BORA-hansgrohe         | + 1'30"   |
| 7                   | Marc Soler          | Movistar Team          | + 1'42"   |
| 8                   | Esteban Chaves      | Mitchelton-Scott       | + 2'02"   |
| 9                   | David de la Cruz    | UAE Team Emirates      | + 2'46"   |
| 10                  | Alejandro Valverde  | Movistar Team          | + 3'00"   |
|                     |                     |                        |           |
| 11                  | Wout Poels          | Bahrain McLaren        | + 3'19"   |
| 25                  | Kobe Goossens       | Lotto Soudal           | + 13'43"  |

## Opgaves
- Fernando Barceló (Cofidis): Niet gestart

1e etappe ·
2e etappe ·
3e etappe ·
4e etappe ·
5e etappe ·
6e etappe ·
7e etappe ·
8e etappe ·
9e etappe ·
10e etappe ·
11e etappe ·
12e etappe ·
13e etappe ·
14e etappe ·
15e etappe ·
16e etappe ·
17e etappe ·
18e etappe
Startlijst · Eindstanden · Afbeeldingen